# Seridó Oriental (Paraíba)
Serido Oriental is een van de 23 microregio's van de Braziliaanse deelstaat Paraíba. Zij ligt in de mesoregio Borborema en grenst aan de microregio's Seridó Ocidental, Cariri Ocidental, Cariri Oriental, Curimataú Ocidental, Borborema Potiguar (RN) en Seridó Oriental (RN). De microregio heeft een oppervlakte van ca. 2.609 km². In 2006 werd het inwoneraantal geschat op 70.892.
Negen gemeenten behoren tot deze microregio:
- Baraúna
- Cubati
- Frei Martinho
- Juazeirinho
- Nova Palmeira
- Pedra Lavrada
- Picuí
- Seridó
- Tenório

Mesoregio's: Agreste Paraibano · Borborema · Mata Paraibana · Sertão Paraibano

Microregio's: Brejo Paraibano · Cajazeiras · Campina Grande · Cariri Ocidental · Cariri Oriental · Catolé do Rocha · Curimataú Ocidental · Curimataú Oriental · Esperança · Guarabira · Itabaiana · Itaporanga · João Pessoa · Litoral Norte · Litoral Sul · Patos · Piancó · Sapé · Seridó Ocidental · Seridó Oriental · Serra do Teixeira · Sousa · Umbuzeiro